# Джессі Р. Фосет
Джессі Редмон Фосет (27 квітня 1882 – 30 квітня 1961) — видатна редакторка, поетеса, есеїстка, прозаїкиня та педагогиня, чия творчість відіграла ключову роль у формуванні афроамериканської літератури 1920-х років. У своїх творах вона прагнула правдиво зобразити життя та історію афроамериканців, руйнуючи стереотипи та пропонуючи нове бачення спільноти. Її персонажі були освіченими професіоналами, що суперечило поширеним у тогочасному американському суспільстві уявленням. Основні теми її романів — расова дискримінація, питання ідентичності та фемінізм.
З 1919 по 1926 рік Фосет працювала літературною редакторкою журналу The Crisis, що видавався Національною асоціацією сприяння прогресу кольорового населення (NAACP). На цій посаді вона відіграла важливу роль у розвитку Гарлемського ренесансу, сприяючи розквіту афроамериканської літератури та підтримуючи молодих письменників, які реалістично та з гідністю зображували свою спільноту.
Окрім літературної діяльності, Фосет багато років викладала французьку мову в державних школах Вашингтона та Нью-Йорка. У 1920–1930-х роках вона опублікувала чотири романи, присвячені життю темношкірого середнього класу. Вона також була редакторкою та співавторкою дитячого журналу The Brownies' Book, що мав на меті виховання гордості у молодого покоління афроамериканців. Її вплив поширювався й на наступні покоління письменників — серед її учнів і протеже були Ленгстона Г’юза, Джин Тумер, Грауні Каллен і Клода Маккея. Ці люди з часом стали важливими представниками Гарлемського резонансу.

## Життя і творчість
Джессі Редмона Фосет (згодом відома як Джессі Редмон Фосет) народилася 27 квітня 1882 року в Фредеріксвіллі, округ Камден, Сноу-Гілл-Сентр-Тауншип, Нью-Джерсі   (нині відомий як Лонсайд, Нью-Джерсі ) . Вона була сьомою дитиною в родині африканського методистського служителя єпископату Редмона Фаузета та Енні Сімон. Після ранньої смерті матері її батько вдруге одружився з Беллою, білою єврейкою, яка прийняла християнство. Від другого шлюбу в нього народилося ще троє дітей, а Белла також мала трьох дітей від попереднього шлюбу. Освіта відігравала важливу роль у родині, і Джессі з дитинства виявляла неабиякі здібності до навчання. Так, борець за громадянські права та антрополог Артур Фосет був її зведеним братом. 
Її батько помер, коли вона була ще дитиною, залишивши родину у складному становищі—на той час двом її зведеним братам і сестрам не виповнилося й п’яти років. Попри труднощі, Джессі навчалася у Філадельфійській середній школі для дівчат, найпрестижніший навчальний заклад міста, та закінчила її з найвищими оцінками, можливо, ставши першою афроамериканкою, яка досягла такого результату. Вона прагнула вступити до Брін-Морського коледжу, де традиційно надавали стипендію найкращій випускниці школи, проте президентка коледжу М. Кері Томас, яка не допускала афроамериканських і єврейських студентів, зібрала кошти, щоб Фосет могла натомість вступити до Корнельського університету.
Вона продовжила освіту в Корнельському університеті на півночі штату Нью-Йорк і в 1905 році здобула ступінь з класичних мов. У період з 1903 по 1904 рік Фосет мешкала в коледжі Сейдж. Вона досягла значних академічних успіхів і була удостоєна членства в престижному товаристві Phi Beta Kappa. Тривалий час її вважали першою афроамериканкою, прийнятою до цього товариства, проте пізніші дослідження встановили, що цією жінкою була Мері Аннет Андерсон.

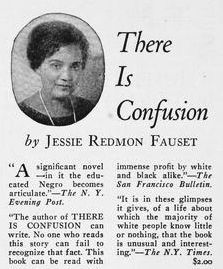
Реклама There is Confusion

У 1919 році Фосет отримала ступінь магістра французької мови в Пенсильванському університеті. Після закінчення Корнельського університету вона розпочала викладацьку кар'єру в середній школі Данбар (на той час відомій як M Street High School) — престижному навчальному закладі для темношкірих учнів у Вашингтоні, округ Колумбія, що входив до системи сегрегованих державних шкіл. Вона викладала французьку та латинську мови, а влітку їздила до Парижа, щоб удосконалювати знання в Сорбонні. У 1919 році Фосет залишила викладацьку діяльність, щоб стати літературним редактором журналу The Crisis, заснованого В. Е. Б. Дю Буа та Національною асоціацією сприяння прогресу кольорового населення (NAACP). На цій посаді вона працювала до 1926 року. Будучи активним членом NAACP, вона представляла організацію на Панафриканському конгресі 1921 року. Після її виступу на Конгресі жіноче товариство Delta Sigma Theta прийняло її почесним членом.У 1926 році Фосет залишила The Crisis і повернулася до викладання, цього разу в середній школі ДеВітта Клінтона в Нью-Йорку, де, ймовірно, навчала майбутнього письменника Джеймса Болдвіна. Вона продовжувала працювати в державних школах Нью-Йорка до 1944 року. У 1929 році, коли їй було 47 років, Фосет вперше вийшла заміж за страхового брокера Герберта Гарріса. Подружжя переїхало з Нью-Йорка до Монтклера, штат Нью-Джерсі, де вони вели більш спокійне життя. Гарріс помер у 1958 році, після чого Фосет повернулася до Філадельфії, де жила зі своїм зведеним братом, одним із дітей її сестри Белли. Фосет померла 30 квітня 1961 року від хвороби серця і була похована на кладовищі Іден у Коллінгдейлі, штат Пенсільванія.

## Літературний редактор«The Crisis».
Час роботи Джессі Фосет у The Crisis вважається найпліднішим літературним періодом журналу. Її співпраця з виданням розпочалася в липні 1918 року, коли вона почала надсилати статті для колонки «Задзеркалля» зі свого дому у Філадельфії. Вже наступного року головний редактор The Crisis - Вільям Едуард Беркхардт Дюбойс запросив її до Нью-Йорка, запропонувавши посаду літературного редактора на повний робочий день. У жовтні 1919 року Фосет працювала в редакції, швидко взявши на себе більшість організаційних обов’язків. Як літературний редактор, Фосет значно вплинула на розвиток Гарлемського Відродження, допомагаючи будувати кар'єри таких відомих авторів, як Гарлемського Відродження, зокрема Каунті Каллен, Клода Маккея, Джин Тумер, Нелли Ларсен, Джорджії Дуглас Джонсон, Енн Спенсер, Джорджа Шайлера, Арни Бонтемпс і Ленгстона Г’юза . Саме вона першою опублікувала твори Г’юза, включивши кілька його ранніх віршів у дитячий журнал The Brownies' Book, який був додатком до The Crisis.
У своїх мемуарах Велике море Ленгстон Г’юз писав:
"Джессі Фосет у «Кризі», Чарльз Джонсон в «Оппорт’юніті» та Ален Лок у Вашингтоні були тими, хто сприяв появі так званої нової негритянської літератури."
Окрім підтримки кар’єр інших афроамериканських письменників-модерністів, Джессі Фосет зробила значний внесок у The Crisis та The Brownies' Book. Під час роботи в The Crisis вона писала вірші, оповідання, повісті, а також перекладала з французької мови твори темношкірих авторів з Європи та Африки. Вона активно працювала над редакційними статтями та публікувала звіти про свої численні подорожі. Одним із найбільш примітних її текстів став цикл з п’яти есе, серед яких «Темний Алжир білий», що описував її шестимісячну подорож до Франції та Алжиру в 1925–1926 роках разом із художницею Лаурою Вілер Варінг.

Після восьми років роботи літературним редактором Фосет почала відчувати напруженість у стосунках із Дюбойсом. У лютому 1927 року вона подала у відставку, а вже наступного місяця була внесена до списку редакторів-учасників. Залишивши журнал, Фосет зосередилася на написанні романів, одночасно продовжуючи викладацьку діяльність. З 1927 по 1944 рік вона викладала французьку мову в середній школі ДеВітта Клінтона в Бронксі, паралельно публікуючи свої літературні твори.

## Романи
Між 1924 і 1933 роками Джессі Фосет опублікувала чотири романи: There is Confusion  (1924), Булочка зі сливами (1928), Китайське дерево (1931) і Комедія в американському стилі (1933). Вона критикувала роман Право народження Т. С. Стріблінга, написаний білим автором про життя темношкірих, вважаючи, що такі твори не можуть повністю передати реальність афроамериканської історії. Фосет прагнула змінити відображення афроамериканців у літературі, оскільки, на її думку, сучасним романам бракувало позитивних образів чорношкірих персонажів. Вона зосереджувалася на житті афроамериканського середнього класу, яке добре знала завдяки власному досвіду. Разом із цим вона досліджувала складні питання расової ідентичності, зокрема проблеми, пов’язані з оцінкою кольору шкіри в самій громаді. Її романи часто зображували персонажів змішаного походження, які стикалися з різними соціальними викликами.
Велика міграція сприяла значним змінам у житті афроамериканців, зокрема можливості переосмислення власної ідентичності. Деякі люди використовували своє часткове європейське походження, щоб видавати себе за білих, прагнучи кращого обслуговування в магазинах і ресторанах або отримання роботи. Деякі ж повністю інтегрувалися в біле суспільство, залишаючи позаду своїх темношкірих родичів заради соціальних і економічних переваг.
Ця складна тема була предметом досліджень багатьох письменників Гарлемського Відродження, зокрема й Джессі Фосет. Вона, будучи світлошкірою афроамериканкою змішаного походження, у своїх романах досліджувала ієрархію кольору шкіри та соціальні привілеї, які отримували світліші темношкірі. Літературознавиця Вашті Кратчер Льюїс у своєму есе Гегемонія мулатів у романах Джессі Редмон Фосет зазначала, що письменниця ретельно відображала цей феномен, підкреслюючи його складність і соціальні наслідки.
- Роман There is Confusion отримав схвальні відгуки після виходу. У The New York Times Ернест Бойд писав: «Порівняно зі звичайними історіями про негритянське життя, книга Джессі Редмон Фосет There is Confusion набуває масштабу важливого твору; вона виконана добре, настільки добре, що жоден ку-клуксер не міг би цього витримати». Ален Локк у The Crisis зазначав: «Цей роман, на відміну від більшості художньої літератури про негрів, розповідає про освічений і амбітний клас»[20]. У книзі досліджуються родинні історії Джоанни Мітчелл і Пітера Бая, кожен із яких стикається зі складною расовою спадщиною. Найбільшої уваги заслуговує роман Plum Bun, що глибоко досліджує тему «passing» — практики, коли люди змішаного походження видавали себе за білих, аби отримати соціальні привілеї. Головна героїня, Анджела Мюррей, вирішує використати свою світлу шкіру для досягнення успіху, але врешті-решт повертається до своєї афроамериканської ідентичності.  Роман The Chinaberry Tree не здобув такої ж популярності. Його дія розгортається в Нью-Джерсі, а основна тема — прагнення афроамериканського середнього класу до респектабельності. Головна героїня Лорентін намагається «очистити» свою кров через шлюб із порядним чоловіком, але врешті змушена переосмислити, що означає бути респектабельною.  Останній роман Фосет, Comedy: American Style, досліджує руйнівний вплив «колірної манії» серед афроамериканців — дискримінацію в межах самої темношкірої громади на основі відтінку шкіри[21]. У центрі сюжету — мати головного героя Олівія, яка власним внутрішнім расизмом призводить до трагедій у житті оточуючих.

## Критика
Фосет захоплювалася багатьма літературними інтелектуалами 1920-х років. Її перший роман There is Confusion отримав схвальні відгуки, зокрема від Алена Локка, який у лютневому випуску The Crisis за 1924 рік писав, що ця книга «ознаменує епоху». Локк вважав її значущою для освіченої аудиторії, оскільки роман висвітлював життя афроамериканців вищого класу, а не традиційні образи слуг, поширені в тогочасній літературі.
У червневому випуску академічного журналу Opportunity за 1924 рік професор Університету Говарда Монтгомері Грегорі високо оцінив творчість Фосет. Він вважав, що її роман відкрив «кращі елементи» афроамериканського життя для тих, хто зазвичай бачив темношкірих лише в ролі прислуги, «дядьків» чи злочинців.
Попри позитивні відгуки, Фосет стикалася і з критикою. Її новий літературний підхід суперечив усталеним стереотипам про афроамериканців середнього класу, і не всі читачі сприйняли його прихильно. Перший видавець, який отримав рукопис There is Confusion, відмовився публікувати його, заявивши, що «білі читачі просто не очікують, що негри є такими».
Популярність Фосет у 1920-х роках була значною, але вже в 1930-х її ім'я поступово зникло з літературного простору. Ален Локк пояснював це тим, що Велика депресія та Друга світова війна докорінно змінили культурну і літературну сцену, і її творчість відійшла на другий план.

## Сучасний погляд на творчість Фосет
Лише після 1970-х років, на хвилі феміністичного руху, Фосет знову почала отримувати визнання. У 1981 році письменниця Керолін Ведін Сільвандер опублікувала дослідження Jessie Redmon Fauset, Black American Writer, у якому високо оцінила її романи, оповідання та поезію. У 1986 році Вілберт Дженкінс у своєму есе Jessie Fauset: A Modern Apostle of Black Racial Pride відзначив її глибоке знання афроамериканської культури та здатність утверджувати «чорну ідентичність». Він також розглядав Фосет як одну з перших темношкірих феміністок, оскільки, крім расової ідентичності, вона досліджувала й «жіночу свідомість». Сьогодні Фосет визнають важливою постаттю Гарлемського ренесансу. Професорка американської та афроамериканської літератури Енн Дюсіль порівнює її з іншими письменницями тієї епохи, зокрема з Неллою Ларсен, за яскраве вираження феміністичних ідей у своїх творах.

## Вибрані твори
Романи
- There Is Confusion (Боні та Ліверайт (США), Чепмен та Хол (Великобританія), 1924) (ISBN 1-55553-066-4 ) Частково доступний онлайн. [29]
- Plum Bun: A Novel Without a Moral ( 1928 ) (подальше дослідження феномену минущості ;ISBN 0-8070-0919-9 )
- Китайське дерево: роман про американське життя ( 1931 ) (ISBN 1-55553-207-1 )
- Комедія, американський стиль ( 1933 )

Вірші
- «Рондо». The Crisis . Квітень 1912: 252.
- «La Vie C'est La Vie». The Crisis. Липень 1922: 124.
- «Мужність!» Він сказав». The Crisis. Листопад 1929: 378
- «Мертві вогні» 1309

Оповідання
- "Еммі". The Crisis. Грудень 1912: 79–87; Січень 1913: 134–142.
- «Мій дім і проблиск мого життя в ньому». The Crisis. Липень 1914: 143–145.
- «Подвійна біда». The Crisis. Серпень 1923: 155–159; Вересень 1923: 205–209.

Ессе
- «Враження від Другого Панафриканського конгресу». The Crisis. Листопад 1921: 12–18.
- «Що Європа думала про Панафриканський конгрес». The Crisis. Грудень 1921: 60–69.
- «Дар сміху». У Локк, Алена. Новий негр: Інтерпретація . Нью-Йорк: A. and C. Boni, 1925.
- «Темний Алжир Білий». The Crisis. 1925–26 (т. 29–30): 255–258, 16–22.

## Подальше читання
- Хейзел В. Карбі, «Реструктуризація жіночності: поява афроамериканського романіста». Нью-Йорк: Oxford University Press, 1987.
- Лорі Чемпіон, «Американська письменниця», 1900–1945: біо-бібліографічний критичний джерело .
- Кевін Де Орнеллас, «Написання афроамериканських жінок: Енциклопедія літератури від кольорових жінок і про них» (Greenwood Press, 2006), під редакцією Елізабет Енн Больє.

Кевін Де Орнеллас, «The Chinaberry Tree», у Abby HP Werlock, ed. , The Facts on File Companion to the American Novel, 3 томи (Нью-Йорк: Facts on File, 2006), том 1, стор. 258–60. ISBN 0-8160-4528-3.
- Джозеф Дж. Фіні, «Джессі Фосет із «Кризи»: романістка, феміністка, сторічниця» (1983).
- Генрі Луїс Гейтс молодший, Неллі Маккей, Антологія афроамериканської літератури Нортона (2004).
- Еббі Артур Джонсон, «Літературна акушерка: Джессі Редмон Фосет і Гарлемський Ренесанс» (1978).
- Керолін Ведін Сільвандер, Джессі Редмон Фосет, чорношкіра американська письменниця .
- Аллен, Керол. Чорношкірі жінки-інтелектуали: стратегії нації, сім’ї та сусідства у творах Полін Гопкінс, Джессі Фосет і Маріти Боннер. NY: Garland, 1998.
- Остін, Ронда. «Джессі Редмон Фосет (1882–1961).» у Чемпіоні, Лорі. ed, American Women Writers, 1900-1945: A Bio-Bibliographical Critical Sourcebook. Вестпорт, Коннектикут: Грінвуд, 2000.
- Каллоуей, Лісія М. Блек Сім’я (Dys)Функція в романах Джессі Фосет, Нелли Ларсен і Фанні Герст. Нью-Йорк: Пітер Ленг, 2003.
- Харкер, Хайме. Середня Америка: жіночі романи, прогресивізм і авторство середніх між війнами. Amherst: University of Massachusetts Press, 2007.
- Кейзер, Кетрін. Розумна гра: нью-йоркські жінки-письменниці та сучасна журнальна культура. Нью-Брансвік, Нью-Джерсі: Rutgers UP, 2010.
- Олвелл, Вікторія. Геній демократії: вигадки про стать і громадянство в Сполучених Штатах, 1860-1945. Філадельфія: University of Pennsylvania Press, 2011.
- Тарвер, Австралія. «Мій дім і кращий погляд на моє життя в ньому»: міграційне життя в короткій прозі Джессі Фосет». у Тарвері, Австралія та Barnes, Paula C. eds. Нові голоси Гарлемського Відродження: есе про расу, стать і літературний дискурс. Медісон, Нью-Джерсі: Fairleigh Dickinson UP, 2005.
- Томлінсон, Сьюзен. «Незвичайне кокетство»: комерційне спокушання Джессі Фосет «Китайське дерево». у Ботшоні, Ліза та Голдсміт, Мередіт. ред. Сучасні середні люди: популярні американські письменниці 1920-х років . Бостон: Northeastern UP, 2003.
- Ведін Каролін. Джессі Редмон Фосет, чорношкіра американська письменниця . Трой, Нью-Йорк : Whitston Pub. Co., 1981.

## Зовнішні посилання
- Works by or about Jessie Redmon Fauset at Wikisource
- The Black Renaissance in Washington, DC Library.
- The Crisis Archives, Vol. 1–25, Modernist Journals Project, Brown University & University of Tulsa
- Works by Jessie R. Fauset at LibriVox (public domain audiobooks)
- Jessie Redmon Fauset profile; "Voices from the Gaps", University of Minnesota
- Jessie Redmon Fauset portrait by Laura Wheeler Waring, 1945, at the National Portrait Gallery, Smithsonian Institution
- Photograph of Jessie Redmon Fauset, 1923, from Schomburg Center for Research in Black Culture
- Photograph of Jessie Redmon Fauset, n.d., from Schomburg Center for Research in Black Culture
- Fennell, D.K. (15 лютого 2011). Jessie Fauset tells how to face despair. Blog: Hidden Cause, Visible Effects.